# Listă de conducători de stat din 1658
1654 - 1655 - 1656 - 1657 - 1658 - 1659 - 1660 - 1661 - 1662
Aceasta este o listă a conducătorilor de stat din anul 1658:

## Europa
- Anglia: Oliver Cromwell (lord protector, 1653-1658) și Richard Cromwell (lord protector, 1658-1659)
- Austria (Innsbruck): Ferdinand Carol (arhiduce din dinastia de Habsburg, ramura de Tirol, 1646-1662)
- Austria (Viena): Leopold I (arhiduce din dinastia de Habsburg, 1658-1705; totodată, rege al Cehiei, 1657-1705; totodată, rege al Ungariei, 1657-1705; totodată, rege al Germaniei, 1658-1705; totodată, împărat occidental, 1658-1705)
- Bavaria: Ferdinand (principe elector din dinastia de Wittelsbach, 1651-1679)
- Brandenburg: Frederic Wilhelm (mare principe elector din dinastia de Hohenzollern, 1640-1688; totodată, duce de Prusia, 1640-1688)
- Cehia: Leopold I (rege din dinastia de Habsburg, 1657-1705; totodată, rege al Ungariei, 1657-1705; ulterior, arhiduce de Austria, 1658-1705; ulterior, rege al Germaniei, 1658-1705; ulterior, împărat occidental, 1658-1705)
- Crimeea: Muhammad Ghirai al IV-lea ibn Selamet (han din dinastia Ghiraizilor, 1641-1644, 1654-1666)
- Danemarca: Frederik al III-lea (rege din dinastia de Oldenburg, 1648-1670)
- Florența: Ferdinand al II-lea (mare duce din familia Medici, 1621-1670)
- Franța: Ludovic al XIV-lea cel Mare (rege din dinastia de Bourbon, 1643-1715)
- Genova: Giulio Sauli (doge, 1656-1658) și Giovanni Battista Centurione (doge, 1658-1660)
- Germania: Leopold I (rege din dinastia de Habsburg, 1658-1705; totodată, rege al Cehiei, 1657-1705; totodată, rege al Ungariei, 1657-1705; totodată, arhiduce de Austria, 1658-1705; totodată, împărat occidental, 1658-1705)
- Gruzia: Rostom (rege din dinastia Bagratizilor, 1632-1656/1658; ulterior, rege în Kakhetia, 1648-1656) și Wakhtang al V-lea (Șah Nawaz I) (rege din dinastia Bagratizilor, 1656/1658-1676)
- Gruzia, statul Imeretia: Alexandru al II-lea (rege din dinastia Bagratizilor, 1639-1660)
- Imperiul occidental: Leopold I (împărat din dinastia de Habsburg, 1658-1705; totodată, rege al Cehiei, 1657-1705; totodată, rege al Ungariei, 1657-1705; totodată, arhiduce de Austria, 1658-1705; totodată, rege al Germaniei, 1658-1705)
- Imperiul otoman: Mehmed al IV-lea (sultan din dinastia Osmană, 1648-1687)
- Lorena Superioară: Carol al IV-lea (al III-lea) (duce din dinastia de Lorena-Vaudemont, 1624-1675; duce titular, din 1633)
- Mantova: Carlo al II-lea (duce din casa Gonzaga-Nevers, 1637-1665)
- Modena: Francesco I (duce din casa d'Este, 1629-1658) și Alfonso al IV-lea (duce din casa d'Este, 1658-1662)
- Moldova: Gheorghe Ștefan (domnitor, 1653-1658) și Gheorghe Ghica (domnitor, 1658-1659; ulterior, domnitor în Țara Românească, 1659-1660)
- Monaco: Onorato al II-lea (senior din casa Grimaldi, 1604-1662; principe, din 1619)
- Parma și Piacenza: Ranuccio al II-lea (duce din casa Farnese, 1646-1694)
- Polonia: Ioan al II-lea Cazimir (rege din dinastia Vasa, 1648-1668)
- Portugalia: Afonso al VI-lea (rege din dinastia de Braganca, 1656-1683)
- Prusia: Frederic Wilhelm (duce din dinastia de Hohenzollern, 1640-1688; totodată, mare principe elector de Brandenburg, 1640-1688)
- Rusia: Aleksei Mihailovici (țar din dinastia Romanov, 1645-1676)
- Savoia: Carlo Emmanuele al III-lea (duce, 1638-1675)
- Saxonia: Johann Georg al II-lea (principe elector din dinastia de Wettin, 1656-1680)
- Spania: Filip al IV-lea (rege din dinastia de Habsburg, 1621-1665)
- Statul papal: Alexandru al VII-lea (papă, 1655-1667)
- Suedia: Carol al X-lea Gustav (rege din dinastia Pfalz-Zweibrucken-Kleeburg, 1654-1660)
- Transilvania: Gheorghe Rakoczi al II-lea (principe, 1648-1660), Francisc Rakoczi (principe, 1652-1676), Francisc Rhedei (principe, 1657-1658) și Acațiu Barcsai (principe, 1658-1660)
- Țara Românească: Constantin Șerban Basarab (domnitor, 1654-1658; ulterior, domnitor în Moldova, 1659, 1661) și Mihnea al III-lea Radu (domnitor, 1658-1659)
- Ungaria: Leopold I (rege din dinastia de Habsburg, 1657-1705; totodată, rege al Cehiei, 1657-1705; ulterior, arhiduce de Austria, 1658-1705; ulterior, rege al Germaniei, 1658-1705; ulterior, împărat occidental, 1658-1705)
- Veneția: Bertucci Valier (doge, 1656-1658) și Giovanni Pesaro (doge, 1658-1659)

## Africa
- Așanti: Oti Akenten (așantehene, cca. 1630-cca. 1660)
- Bagirmi: Burkomanda I (mbang, 1635-1665)
- Benin: Ahenzae (obba, cca. 1640-cca. 1661)
- Buganda: Mutebi, Juko și Kayemba (kabaka, 1644-1674)
- Congo: Garcia al II-lea (Nkanga a Lukeni) (mani kongo, 1641-1663)
- Dahomey: Wegbaja Aho Adunzu (rege, 1645/1650-1680/1685)
- Darfur: Sulaiman Solong (sultan, cca. 1640-?)
- Ethiopia: Fasiladas (Seltan Sagad al II-lea) (împărat, 1632-1667)
- Imerina: Andriantsimitoviaminandriandehibe (rege, cca. 1650-cca. 1670)
- Imperiul otoman: Mehmed al IV-lea (sultan din dinastia Osmană, 1648-1687)
- Kanem-Bornu: Ali al III-lea (Hadj Ali) (sultan, cca. 1657-cca. 1694)
- Lunda: Mwaant Luseeng (mwato-yamvo, cca. 1630-cca. 1660)
- Maroc: Moulay Mohammed (I) ibn Șarif (conducător din dinastia Alaouită, 1640-1664)
- Munhumutapa: Siti Kazurukamusapa Domingos (rege din dinastia Munhumutapa, 1652-1663)
- Oyo: Ajagbo (rege, ?-?) (?) și Odaravu (rege, ?-?) (?)
- Rwanda: Mutara I Seemugesi (Mutara I Muyenzi) (rege, cca. 1648-cca. 1672)
- Sennar: Badi al II-lea (Abu Dikan) ibn Rubat (sultan, cca. 1645-1680)
- Wadai: Kharut I al-Kabir ibn Abd al-Karim (sultan, 1655-1678)

## Asia

### Orientul Apropiat
- Iran: Abbas al II-lea (șah din dinastia Safavidă, 1642-1666)
- Imperiul otoman: Mehmed al IV-lea (sultan din dinastia Osmană, 1648-1687)
- Yemen, statul Sanaa: al-Mutauakkil Ismail (imam, 1644-1676)

### Orientul Îndepărtat
- Atjeh: Tadj al-Alam Safiyyat ad-Din Șah (principesă, 1641-1675)
- Birmania, statul Arakan: Sandathudamma (rege din dinastia de Mrohaung, 1652-1684)
- Birmania, statul Toungoo: Pindale (rege, 1648-1661)
- Cambodgea: Preah Bat Samdech Preah Reamea Thippadey (Ramadhipati) (rege, 1642-1658) și Preah Batom Reachea Thireach Reamea Thippadey Barommopit (Padumaraja) (rege, 1658-1672)
- China: Guiwang (Zhu Youlang) (împărat din dinastia Ming de sud, 1647-1662)
- China: Shizu (Fulin) (împărat din dinastia manciuriană Qing, 1644-1661)
- Coreea, statul Choson: Hyojong (Yi Ho) (rege din dinastia Yi, 1650-1659)
- India, statul Moghulilor: Muhyi ad-Din Muhammad Aurangzeb (Alamgir I) (împărat, 1658-1707)
- India, statul Moghulilor (în Bengal): Șah Șuja (împărat, 1657-1660)
- India, statul Vijayanagar: Ranga al III-lea (rege din dinastia Aravidu, 1642-1664)
- Japonia: Gosai (împărat, 1656-1663) și Ietsuna (principe imperial din familia Tokugaua, 1651-1680)
- Laos, statul Lan Xang: Sulignavongsa (Surya-varman) (rege, 1654-1694)
- Maldive: Ibrahim Iskandar I (sultan, 1648-1687)
- Mataram: Amangkurat I (Sunan Tegalwangi) (sultan, 1645-1677)
- Nepal (Benepa): Jagatprakasamalla (rege din dinastia Malla, 1642-1663)
- Nepal (Kathmandu): Pratapamalla (rege din dinastia Malla, 1639-1689)
- Nepal (Lalitpur): Nivasamalla (rege din dinastia Malla, 1657-1701)
- Nepal, statul Gurkha: Șri Krișna Șah (rajah, 1642-1655/1658) și Șri Rudra Șah (rajah, 1655/1658-1669)
- Sri Lanka, statul Kandy: Rajasinha (rege, 1635-1687)
- Thailanda, statul Ayutthaya: Narai (rege, 1656-1688)
- Tibet: rJe bLo-bzang nGag-dbang T'u-btsan Jigs-med rgya-mtsho (P'yong-rgyas) (dalai lama, 1617-1682)
- Tibet: Panchen bLo-bzang Ch'os-kyi rgyal mtshan (Chokyi Gyaltsen) (panchen lama, 1569-1662)
- Vietnam, statul Dai Viet: Le Than-tong (Uyen hoang-de) (rege din dinastia Le târzie, 1619-1643, 1649-1662)
- Vietnam (Hanoi): Mac Kinh Vu (rege din dinastia Mac, 1638-1677)
- Vietnam (Hue): Nguyen Phuc Tan (rege din dinastia Nguyen, 1648-1687)
- Vietnam (Taydo): Trinh Tac (rege din dinastia Trinh, 1657-1682)